# Tympanométrie

Représentation du matériel utilisé pour réaliser la tympanométrie.

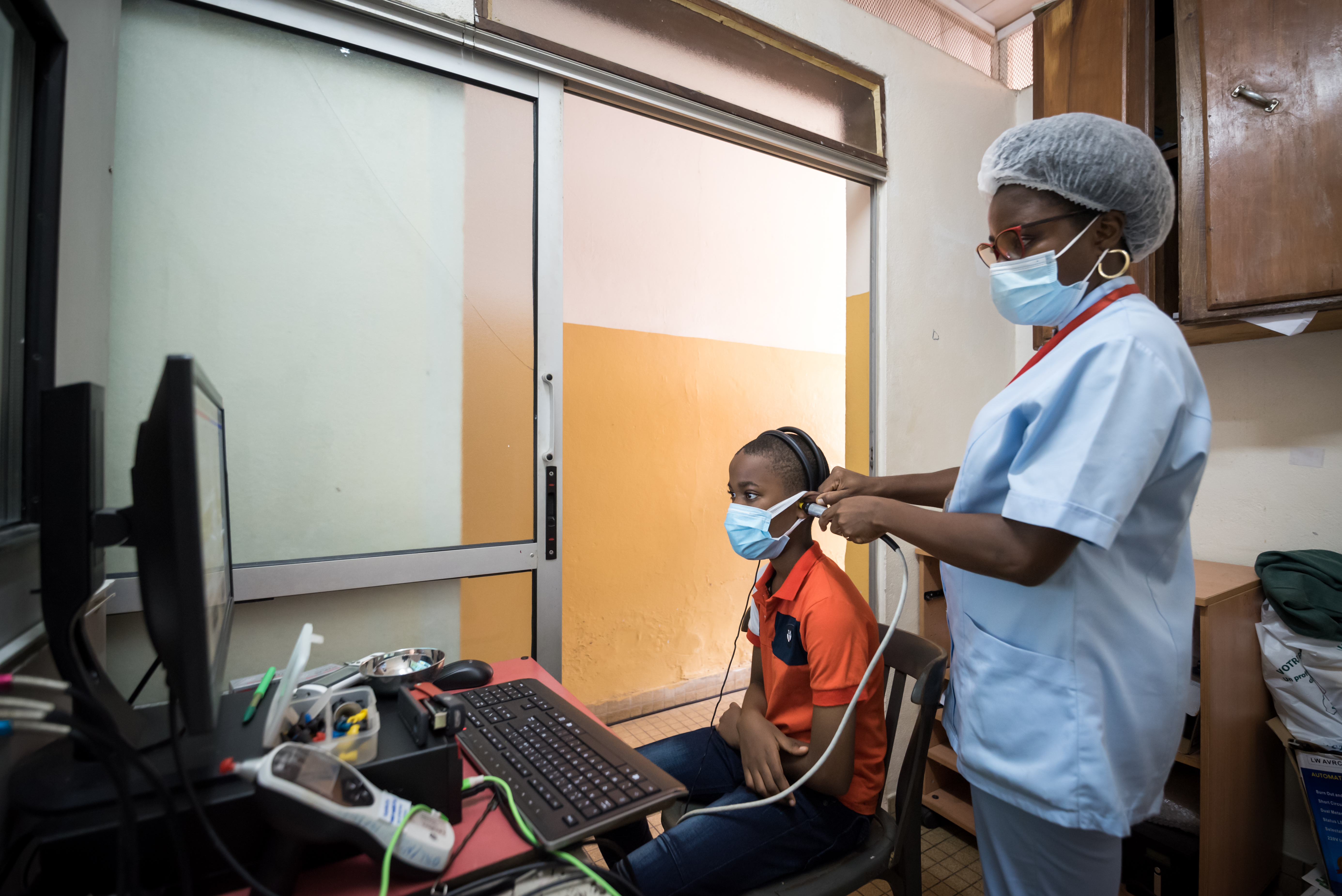
Examen tympanométrique.

La tympanométrie est une évaluation acoustique objective utilisée pour identifier les changements physiques de l’oreille moyenne. Ce test mesure, entre autres, la mobilité et l’intégrité du tympan (admittance) en fonction de la pression d’air.
La mesure se base sur le fait que l’admittance, soit la transmission d’un son, est maximale lorsque la pression de l’air est égale des deux côtés de la membrane tympanique. Pour une oreille ayant une fonction normale, l’admittance est maximale à la pression atmosphérique ou à une valeur très près de celle-ci.
On teste l’admittance de l’oreille moyenne en mesurant le transfert d’énergie total passant dans tout le système, composé du tympan et des osselets. L’admittance est l’opposé ou l'inverse de la rigidité.  
La tympanométrie ne permet pas d’évaluer l’audition telle quelle, c’est pourquoi elle est utilisée en conjonction avec l’audiométrie en cabine insonorisée.

## Histoire de la tympanométrie
La tympanométrie a été inventée par Terkildsen et Scott-Nielson à l’aide d’un instrument de mesure électroacoustique mesurant l’admittance de l’oreille humaine. En 1959, le premier tympanogramme a été publié par Terkildsen et Thomsen grâce à un tympanomètre Madsen ZO61. Terkildsen et Thomsen ont publié les tympanogrammes obtenus par une oreille normale, une membrane tympanique atrophiée et une otite moyenne. En 1963, le modèle reconnu Madsen ZO70 est apparu. C’est en 1973 qu’une innovation dans la tympanométrie a fait son entrée grâce au Grason Stadler Model 1720 et son concept de tympanométrie à plusieurs composantes et plusieurs fréquences. En 1987, les normes ANSI ont permis de standardiser la pratique de la tympanométrie.

## Étapes de l'examen
Étape 1 : Otoscopie.
- Perforation tympanique confirmée
- Tube de myringotomie venant d’être mis en place (vérifier avec l’ORL après combien de temps le test peut être effectué)
- Antécédents de chirurgie otologique: mastoïdectomie, chirurgie ossiculaire (notamment stapédectomie), tympanoplastie ou autre chirurgie otologique de nature imprécise ou indéterminée
- Malformation de l’oreille externe (ex.: Atrésie)
- Traumatisme otologique récent (< 6 mois)
- Traumatisme crânien récent impliquant des structures de l’oreille (ex. : fracture du rocher)
- Otorrhée actuelle
- Otite moyenne aiguë
- Otite externe
- En présence d’un tympan rouge et/ou bombé
- Otalgie significative
- Présence d’un corps étranger dans le canal auditif externe
- Bouchon de cérumen

Étape 2 : Vérification de la calibration de l’équipement. À vérifier selon les normes de la compagnie.
Étape 3 : Insertion de la sonde dans le conduit auditif externe de façon à ce qu’il soit complètement fermé.
- Un son constant de 226 Hz est émis par la sonde dans le conduit auditif externe.
- Le microphone du tympanomètre mesure le son réfléchi par la membrane tympanique alors que la pression d’air varie de +200 daPa à -400 daPa.
- Le tympanomètre mesure le changement d’admittance alors qu’on passe d'une surpression à une dépression.

Il est possible d’identifier une grande majorité des pathologies de l’oreille moyenne selon l’interprétation des valeurs obtenues.
La tympanométrie est une mesure sécuritaire et sans douleur.

## Variables évaluées en tympanométrie
- L’admittance statique (mmho, mL ou cm3) est la plus grande quantité d’énergie acoustique absorbée par le système de l’oreille moyenne[3].
- La largeur tympanique (mL) représente une mesure objective qui décrit l’inclinaison de la pente du tympanogramme près du pic[4].
- La pression au niveau de l’oreille moyenne (daPa) est la pression à laquelle se produit le pic du tympanogramme[5].
- Le volume du conduit auditif externe (cm3) est une estimation du volume d’air par rapport à la sonde, qui comprend le volume entre la pointe de la sonde et la membrane tympanique si elle est intacte, ou le volume du conduit auditif et de l’espace de l’oreille moyenne si elle est perforée[4].

## Pourquoi utiliser les basses fréquences en tympanométrie
Un son de basse fréquence est utilisé de façon à ce qu’il puisse rebondir sur la membrane tympanique même quand l’oreille moyenne est plus souple (moins rigide).  
En sciences auditives, il existe différents types de tympanométrie : 226 Hz, 678 Hz et 1000 Hz.
La fréquence de tympanométrie de 678 Hz est la plus spécifique pour statuer d’une anomalie de la chaîne ossiculaire. On y retrouve les composantes suivantes qui diffèrent de la tympanométrie standard (226Hz) :
- Admittance (Y) : Capacité du système de l'audition, composée du tympan et des osselets, à transmettre l’énergie. C'est l'inverse de l'impédance.

- Susceptance (B) : Fluidité de circulation d'énergie dans un système, sur la base des éléments de rigidité et de masse.

- Conductance (G) : Mesure de la capacité d'un système à faire circuler de l’énergie sans perte[6].

En audiologie pédiatrique, la fréquence de 1000 Hz est fréquemment utilisée, surtout pour les enfants de moins de 6 mois. En effet, cette fréquence de tympanométrie serait la plus sensible aux changements dans l’oreille moyenne des enfants de 4 à 6 mois et moins et devrait donc être utilisée pour ce groupe d’âge.

## Autres évaluations possibles
Avec la tympanométrie, il est possible de faire l’évaluation de la fonction tubaire, soit l’évaluation de l’intégrité et de la perméabilité de la trompe d’Eustache à l’aide de méthodes telles que la manœuvre de Toynbee et la manœuvre de Valsalva.